# Ovidiu Hoban
Ovidiu Hoban (Nagybánya, 1982. december 27. –) román válogatott labdarúgó.
A román válogatott tagjaként részt vett a 2016-os Európa-bajnokságon.

## Statisztika

### A válogatottban
| Románia  | Románia | Románia |
| Év       | Mérk.   | Gólok   |
| -------- | ------- | ------- |
| 2013     | 6       | 0       |
| 2014     | 5       | 0       |
| 2015     | 5       | 0       |
| 2016     | 11      | 0       |
| 2017     | 3       | 0       |
| Összesen | 30      | 1       |

#### Góljai a román válogatottban
| #  | Dátum            | Ellenfél   | Eredmény | Kiírás       | Esemény   |
| -- | ---------------- | ---------- | -------- | ------------ | --------- |
| 1. | 2015. október 8. | Finnország | 1 – 1    | Eb-selejtező | 71' 90+1' |

## Sikerei, díjai
Petrolul Ploiești
- Román kupa (1): 2012/2013
- Román szuperkupa döntős (1): 2013

Hapóél Beér-Seva
- Izraeli bajnok (1): 2015/2016
- Izraeli kupadöntős (1): 2014/2015

CFR Cluj
- Román bajnok (1): 2017/2018
- Román szuperkupa-győztes (1): 2018